# Sidiclei de Souza
Sidiclei de Souza (Cascavel, 13 mei 1972), ook wel kortweg Sidiclei genoemd, is een Braziliaans voetballer.